# Bâgé-le-Châtel
Bâgé-le-Châtel (ba.ʒe.lə.∫a.tɛl) es una comuna francesa situada en el departamento de Ain, en la región de Auvernia-Ródano-Alpes.

## Geografía
Está ubicada en Bresse, a 8 km al este de Mâcon.

## Demografía
| 539 | 469 | 509 | 568 | 588 | 669 | 751 | 762 | 805 | 792 | 855 | 923 | 973 |
| Para los censos de 1962 a 1999 la población legal corresponde a la población sin duplicidades (Fuente: INSEE [Consultar]) |     |     |     |     |     |     |     |     |     |     |     |     |